# Clan Niwa
Il clan Niwa (丹羽氏?, Niwa-shi) fu un clan di samurai del medioevo giapponese proprietario della provincia di Owari e discendente dal clan Kodama.
Durante il periodo Sengoku Niwa Nagahide (1535-1585) fu un importante servitore di Oda Nobunaga durante la sua ascesa al potere. Persero molto potere dopo la morte di Nobunaga ma continuarono a sopravvivere durante il periodo Edo e gli fu affidato l'importante compito di controllare le province nel lontano nord dallo shogunato Tokugawa.
Niwa Nagashige (1571-1637), figlio ed erede di Nagahide, fu il primo capo del clan durante il periodo Edo. Inizialmente gli fu affidato un feudo da 10.000 koku nella provincia di Hitachi, ma fu spostato successivamente nello han di Tanakura, e nel 1624 in quello di Shirakawa nella provincia di Mutsu. Al clan fu affidato l'importante compito di controllare i daimyō delle regioni vicine. Quando i clan Uesugi, Date o Satake si spostavano a Edo per i propri obblighi verso lo shogunato erano costretti a passare per Shirakawa per dare ai Niwa la possibilità di controllarli e avvisare i Tokugawa di eventuali sospetti.
Il figlio di Niwa Nagashige, Mitsushige, fu spostato nel dominio di Nihonmatsu (100.000 koku) nel 1643 dove mantenne la stessa carica e nel quale gli eredi del clan rimaserro fino alla restaurazione Meiji.